# Frente del Oriente Próximo (Primera Guerra Mundial)
El frente del Oriente Próximo de la Primera Guerra Mundial vio acción entre el 29 de octubre de 1914 y el 30 de octubre de 1918. Los combatientes fueron, por un lado, el Imperio otomano (incluidos los kurdos y algunas tribus árabes), con la ayuda de las otras Potencias Centrales; y por otro lado, los británicos (con la ayuda de judíos, griegos, asirios y la mayoría de los árabes), los rusos (con la ayuda de armenios) y los franceses de entre las potencias aliadas. Hubo 5 campañas principales: la Campaña del Sinaí y Palestina, la Campaña de Mesopotamia, la Campaña del Cáucaso, la Campaña de Persia y la Campaña de los Dardanelos. También hubo varias campañas menores en el norte de África y Arabia (rebelión árabe). Ambos lados utilizaron fuerzas asimétricas locales en la región.
La participación rusa en el teatro terminó como resultado del Armisticio de Erzincan (5 de diciembre de 1917), después de lo cual el gobierno revolucionario ruso se retiró de la guerra bajo los términos del Tratado de Brest-Litovsk (3 de marzo de 1918). Los armenios asistieron a la Conferencia de Paz de Trebisonda (14 de marzo de 1918) que resultó en el Tratado de Batum el 4 de junio de 1918. Los otomanos aceptaron el Armisticio de Mudros con los aliados el 30 de octubre de 1918 y firmaron el Tratado de Sèvres el 10 de agosto de 1920 y más tarde (ya bajo la República de Turquía) el Tratado de Lausana el 24 de julio de 1923.

## Preludio
El Imperio otomano se unió a las Potencias Centrales en octubre de 1914, en conformidad con la alianza secreta germano-otomana, firmada el 2 de agosto, amenazando los territorios rusos en el Cáucaso y las comunicaciones británicas con la India. El principal objetivo del Imperio Otomano en el Cáucaso era la recuperación de sus territorios perdidos durante la Guerra ruso-turca (1877-1878), en particular Artvin, Ardahan, Kars y el puerto de Batum. La salida de esta región obligó a los rusos a abandonar las tropas de los frentes polaco y de Galitzia.
Los asesores alemanes prestaron apoyo a los esfuerzos otomanos en esta campaña. Desde una perspectiva económica, el objetivo estratégico otomano, o más bien alemán, era cortar el acceso ruso a los recursos de hidrocarburos del Mar Caspio.
Alemania estableció una Oficina de Inteligencia para el Oriente (Nachrichtenstelle für den Orient) antes de la Primera Guerra Mundial. La oficina participó en la recogida de inteligencia militar y misiones subversivas en Persia, Egipto, y en Afganistán, para desmantelar la Entente anglo-rusa. El ministro de la Guerra otomano Enver Bajá afirmó que si los rusos pudieran ser vencidos en las ciudades clave de Persia, se podría abrir el camino hacia Azerbaiyán, así como el resto del Oriente Medio y el Cáucaso.
Si estas naciones tenían que ser alejadas de la influencia occidental, Enver imaginó una cooperación entre estos estados turcos recientemente establecidos. El proyecto de Enver entró en conflicto con los intereses europeos que se desarrollaron como luchas entre varias potencias imperiales clave. 
Los otomanos también amenazaron las comunicaciones de Gran Bretaña con India y el Este a través del Canal de Suez. Los alemanes esperaban apoderarse del canal para el servicio de las Potencias Centrales, o al menos negar a los Aliados el uso de esa ruta marítima vital.

## Principales campañas

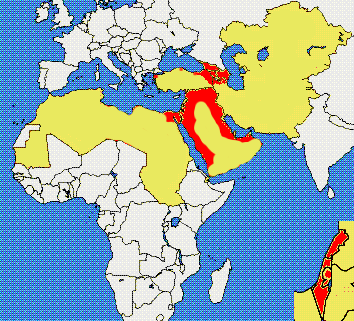
Mapa del teatro de operaciones de Oriente Próximo durante la Primera Guerra Mundial.

### Campaña de África del Norte
Enfrentó principalmente a las tribus Sanusí y Bereberes, apoyadas por el Imperio Otomano y el Imperio Alemán, contra el Reino Unido, Italia y Francia en el suroeste de Libia y Tripolitania. Los otomanos tenían la intención de abrir un nuevo frente para atraer a las tropas británicas que combatían en el Sinaí y Palestina para reducir la presión que los alemanes sufrían de los aliados en otros frentes. Los italianos, que querían conservar los beneficios territoriales que habían obtenido a través del Tratado de Lausana de 1912, participaron en el conflicto.

### Campaña de Sinaí y Palestina
La campaña comenzó en 1915, cuando los otomanos lanzaron un ataque infructuoso en el Sinaí con el objetivo de destruir o capturar el Canal de Suez. Luego de un segundo ataque al año siguiente, los británicos fueron a la ofensiva, atacando Palestina. En 1917, bajo el mando del general Allenby, los británicos capturaron Gaza y posteriormente Jerusalén. Al año siguiente, los británicos y los otomanos se enfrentaron en la batalla de Meggido, la cual terminó en victoria británica. Tras la batalla, los británicos ingresaron a Siria. Damasco cayó el 1° de octubre y Alepo el 26 de ese mes.

### Campaña de los Dardanelos
También conocida como batalla de Galípoli, se libró en la península turca de Galípoli en 1915. La batalla se inició en febrero con un bombardeo masivo desde buques de guerra británicos y franceses contra los fuertes otomanos que defendían el estrecho, y que fracasó principalmente debido a las minas. Este fracaso promovió entre mandos y gobiernos la necesidad de una operación combinada, en forma de desembarco, entre británicos y franceses con el fin de conquistar la capital otomana de Constantinopla (la actual Estambul). Esta idea se iniciaría con el desembarco cerca de Galípoli, pero los aliados no consiguieron penetrar por sorpresa en el territorio otomano y fracasaron en las sucesivas ofensivas, con un resultado de unas 250 000 bajas por cada uno de los dos bandos.

### Campaña de Mesopotamia
Fue una campaña básicamente británica, centrada a proteger sus intereses en las refinerías de petróleo y de los aliados británicos Persia y Kuwait. Los británicos también contemplaron abrir un nuevo frente al oriente del Imperio otomano con la posibilidad de conquistar Bagdad y provocar revueltas entre los súbditos árabes del imperio. La campaña terminó con la conquista británica de Bagdad en marzo de 1917, después de intentos anteriores fallidos (entre ellos, el sitio de Kut de 1915).

### Campaña del Cáucaso
La campaña del Cáucaso se extendió desde el Cáucaso a Anatolia Oriental a Trabzon, Bitlis, Muş y Van. La flota rusa fue desplegada en la región del Mar Negro controlada por el Imperio Otomano.
El 23 de febrero de 1917, el avance ruso fue detenido por la Revolución rusa y, posteriormente, el Ejército del Cáucaso fue reemplazado por las Fuerzas Armadas de la recién creada Armenia, incluidos los voluntarios e irregulares armenios.
En 1918, la región también vio la creación de la Dictadura del Caspio Central y la República Democrática de Armenia, así como la llegada de un ejército aliado llamado Dunsterforce compuesto por tropas de élite de los frentes de Mesopotamia y del oeste. El Imperio Otomano y Alemania se enfrentaron en Batumi durante la llegada de la Expedición alemana al Cáucaso, cuya misión principal era asegurar los campos petrolíferos y el oleoducto de Bakú en Batumi.
El 3 de marzo de 1918, la campaña terminó entre el Imperio Otomano y Rusia con la firma del Tratado de Brest-Litovsk y el 4 de junio, el Imperio Otomano firmó el Tratado de Batum con Armenia. Sin embargo, permaneció en guerra con la Dictadura del Caspio Central, con Armenia oriental después de la separación y la Dunsterforce del Imperio Británico hasta que se firmó el Armisticio de Mudros el 30 de octubre de 1918.

### Campaña de Persia
Persia (actual Irán) fue neutral durante la Primera Guerra Mundial, pero se vio afectada por la rivalidad entre los aliados y los imperios centrales. Persia tiene importantes reservas de petróleo y está estratégicamente ubicada entre Afganistán y tres estados involucrados en el conflicto: el Imperio Otomano, Rusia y el Imperio Británico.
La única batalla principal en este teatro de operaciones se produjo cuando una fuerza compuesta principalmente por rusos se movió hacia el sur a través de Persia occidental, en un intento de ayudar a la guarnición británica sitiada en Kut hacia el final de 1915, pero todavía estaban a 90 kilómetros de la frontera mesopotámica cuando las fuerzas británicas sitiadas se rindieron.
Los choques menores ocurrieron en esta área durante el resto de la guerra, la mayor parte del tiempo alrededor de la ciudad de Hamadan. Rusia tuvo puntos de vista durante estas operaciones, con la esperanza de llegar al Golfo Pérsico y establecer un puerto allí, pero no pudo lograr este objetivo.

## Consecuencias

Partición del Imperio Otomano según el Tratado de Sèvres.

El 30 de octubre de 1918, el Armisticio de Mudros fue firmado a bordo del HMS Agamemnon en el puerto de Mudros en la isla de Lemnos, entre el Imperio Otomano y la Triple Entente. Las operaciones otomanas en los teatros de combate activos cesaron.
El 13 de noviembre de 1918, la Ocupación de Constantinopla (actual Estambul), la capital del Imperio Otomano, ocurrió cuando llegaron las tropas francesas, seguidas por las tropas británicas al día siguiente. La ocupación tenía dos etapas: la etapa de facto desde el 13 de noviembre de 1918 hasta el 20 de marzo de 1920, y la etapa de jure desde de facto hasta los días posteriores al Tratado de Lausana. La ocupación de Estambul, junto con la ocupación de Esmirna, contribuyó al establecimiento del Movimiento Nacional Turco y condujo a la Guerra de Independencia turca.
El 18 de enero de 1919, comenzaron las negociaciones de paz con la Conferencia de Paz de París. Las negociaciones continuaron en Londres, pero el tratado tomó una forma definitiva solo después de la Conferencia de San Remo en abril de 1920. Francia, Italia y Gran Bretaña habían planeado secretamente la Partición del Imperio otomano hacia 1915. Los representantes del Gobierno otomano firmaron el Tratado de Sèvres el 10 de agosto de 1920, pero el tratado no fue enviado al Parlamento Otomano para su ratificación, ya que el Parlamento había sido abolido el 18 de marzo de 1920 por los británicos. Como resultado, el tratado nunca fue ratificado por el Imperio Otomano. El Tratado de Sèvres fue anulado en el curso de la Guerra de Independencia de Turquía, y las partes firmaron y ratificaron el Tratado de Lausana en 1923.
El 3 de marzo de 1924, el califato otomano fue abolido cuando el gobierno turco (liderado por Mustafa Kemal Ataturk) depuso al último califa, Abdul Mejid II.

## Bajas
Las pérdidas militares aliadas se sitúan entre 1.000.000 y 1.500.000 incluyendo muertos, heridos, capturados o desaparecidos.[cita requerida] Esto incluye 303.000 bajas del Imperio Británico y Francia en Gallipoli, 601.000 bajas del Imperio Británico en Sinaí-Palestina, al menos 140.000 bajas rusas en el Cáucaso, y 256.000 bajas del Imperio Británico en Mesopotamia, así como pérdidas adicionales ruso-británicas en Persia. La mayoría de las bajas británicas fueron bajas no de batalla; el total de bajas de batalla británicas infligidas por los otomanos fue estimado en 264.000 por el mariscal de campo Lord Carver.
Las estimaciones de bajas militares otomanas varían ampliamente, ya que la desintegración de la burocracia y el gobierno otomanos significó que 1.565.000 hombres simplemente quedaron en paradero desconocido en los registros posteriores al final de la guerra. Las estadísticas oficiales otomanas de bajas publicadas en 1922 fueron de 325.000 muertos (50.000 muertos, 35.000 muertos por heridas, 240.000 muertos por enfermedad), 400.000 heridos y un número desconocido de prisioneros. El Departamento de Guerra de los Estados Unidos utilizó las mismas cifras de muertos y heridos, y estimó que 250.000 soldados otomanos habían desaparecido o se habían convertido en prisioneros antes del final de la guerra, para un total de 975.000 bajas. El historiador estadounidense Edward J. Erickson, basándose en historiales individuales de campaña de la Primera Guerra Mundial no publicados en los Archivos Otomanos, estimó las bajas militares otomanas en 1.680.701, el número total de bajas fue el siguiente 771.844 muertos/desaparecidos (175.220 muertos en combate, 68.378 muertos por heridas, 61.487 desaparecidos en combate y 466.759 muertos por enfermedad), 695.375 heridos (un total de 763.753 heridos, incluidos los que murieron por heridas, y 303.150 que figuran realmente en los registros;  el autor supone que sólo se trata de los heridos graves, y estima el resto), y 145.104 prisioneros de guerra. La altísima proporción de muertes por enfermedad con respecto a las muertes en combate se atribuye al colapso de los servicios médicos otomanos, que provocó que afecciones que normalmente serían tratadas tras la evacuación del teatro de operaciones en el ejército británico, a menudo fueran mortales en el ejército otomano.  Incluyendo a los que murieron por enfermedad, 3.515.471 soldados otomanos enfermaron durante la Primera Guerra Mundial.
La importancia de las enfermedades en este frente puede ilustrarse mejor comparando el número de hospitalizaciones por enfermedades/lesiones (congelación, pie de trinchera, etc.) en este teatro de operaciones con el Frente Occidental. En Francia y Flandes, 2.690.054 soldados del Imperio Británico murieron, fueron heridos, murieron por heridas, desaparecieron o fueron capturados, mientras que hubo 3.528.486 hospitalizaciones debidas a "bajas no de batalla", un índice de 1,3 NBQ por cada 1 baja de batalla. En Mesopotamia hubo 82.207 soldados muertos, heridos, fallecidos por heridas, desaparecidos o capturados, y 820.418 hospitalizaciones por enfermedad o lesiones, mientras que en la Campaña del Sinaí y Palestina 51.451 hombres se convirtieron en bajas de batalla (sin contar a los indios) y 503.377 fueron hospitalizados como bajas no de batalla. En ambos casos, el índice es de aproximadamente 10 NBQ por cada baja en combate. Además, aunque según las cifras indicadas las campañas de Mesopotamia y Sinaí-Palestina sólo habían tenido el 5% de las bajas en batalla del Frente Occidental (136.658 frente a 2.690.054), tuvieron más del 70% de las muertes por enfermedad (22.693+ frente a 32.098).
El total de las pérdidas otomanas, incluidos los civiles, asciende casi al 25% de la población, aproximadamente 5 millones de muertos de una población de 21 millones. El censo de 1914 daba 20.975.345 habitantes al Imperio Otomano. De ellos 15.044.846 pertenecían al millet musulmán, 187.073 eran del millet judío, 186.152 no pertenecían a ningún millet y el resto se repartían entre otros millets.  El profesor turco Kamer Kasim ha afirmado que el porcentaje acumulado era en realidad del 26,9% de la población (un 1,9% más que el 25% indicado por las fuentes occidentales), la proporción más alta de todos los países que participaron en la Primera Guerra Mundial. Este aumento del 1,9% representa 399.000 civiles adicionales en el número total.[cita requerida]
Sin contar las que más tarde se perdieron a manos del enemigo, los otomanos capturaron 1.314 piezas de artillería en la Primera Guerra Mundial (en su mayoría piezas en el rango de 87 mm a 122 mm). La mayoría eran piezas rusas, pero también había algunas de origen rumano, alemán y japonés. Los cañones capturados constituían una parte significativa del total de la artillería otomana al final de la guerra.